# Col du Bac
Le col du Bac est un col routier des Pyrénées, situé dans le département de l'Aude vers Chalabre en direction de Limoux. Son altitude est de 620 mètres.

## Géographie
Le col se situe à la limite des communes de Chalabre et de Montjardin sur la route départementale 620 dans le terroir historique du Quercorb, petite région naturelle languedocienne autour de Chalabre et ancien fief mouvant entre Sarvatès et Razès. Une table d'orientation s'y trouve.

## Histoire
En décembre 1997 sur le versant chalabrois, les services de l'équipement rectifient le tracé de le RD 620 supprimant à l'occasion les anciennes bornes. L'autre versant fait l'objet de rectification en février 2000.

## Activités

### Cyclisme
Le col du Bac, classé en 3e catégorie, a été franchi lors de la 14e étape du Tour de France 2021 (Carcassonne-Quillan) à 50,9 km après le départ de Carcassonne, avec un passage en tête de Kristian Sbaragli.
Le col est à nouveau prévu sur le parcours du Tour de France 2022 lors de la 16e étape entre Carcassonne et Foix sans être pris en compte au Grand Prix de la montagne.